# Gazimürsel Tepesi, Reyhanlı
Gazimürseltepesi là một xã thuộc huyện Reyhanlı, tỉnh Hatay, Thổ Nhĩ Kỳ. Dân số thời điểm năm 2011 là 106 người.